# ايبرهارد مولر (ثيولوجي)
ايبرهارد مولر (بالألمانية: Eberhard Müller) (و. 1906 – 1989 م) هو عالم عقيدة، من ألمانيا، ولد في شتوتغارت، توفي في هايدلبرغ، عن عمر يناهز 83 عاماً.

## جوائز
حصل على جوائز منها:
- وسام الاستحقاق لبادن-فورتمبيرغ
- قائد فرسان من وسام استحقاق جمهورية ألمانيا الاتحادية
- قائد الصليب من وسام استحقاق جمهورية ألمانيا الاتحادية.

## روابط خارجية
- ايبرهارد مولر على موقع مونزينجر (الألمانية)